# الدولة القطبشاهية
الدَّوْلَةُ القُطْبشَاهِيَّةُ أو السَّلْطَنَةُ القُطْبشَاهِيَّةُ (بالفارسيَّة: سلطنت گلکنده، وبالأرديَّة: سلطنت گولکنڈه، وبالتيلوغويَّة: కుతుబ్ షా సుల్తానేట్) وتُعرَف بِتسمية «سلطنة گُلكُندة» أو «دولة گُلكُندة» هي سلطنةٌ إسلاميَّةٌ شيعيَّةٌ حكمتها السُّلالة القُطبشاهيَّة التي سُمِّيَت تيمُّنًا بِمُؤسِّس هذه السُّلالة «سلطان قلي قطبشاه» المعروف بِلقب «قطب الملك». امتدَّت الدَّولة حتَّى دانت لها مقادير الحُكم في تلنغانة وأديشة والدَّكن وكرناتك. وقد شهدت ازدهارًا ونهضةً ورخاءً لمَّا أصبحت مقصد العُلماء والأُدباء والفنَّانين كما كانت مصدر الألماس الوحيد في عصرها ومعقلًا من معاقل التِّجارة العالميَّة، وقد تبلورت فيها ثقافةٌ فريدةٌ لا يزال أثرها واضحًا حتَّى الوقت الحالي.
عام 1687 في عهد السلطان السابع للمملكة أبو الحسن قطب شاه عندما قام الإمبراطور المغولي أورنكزيب باعتقال الحاكم أبو الحسن لبقية حياته في دولت أباد، ودمج غولكوندا مع إمبراطورية المغول. كان أمتداد المملكة ضمن الحدود المعاصرة يتضمن أجزاء من ولايات العصر الحديث كرناتكا وأندرا برديش وأوديشا وتلنغانة.

## التاريخ

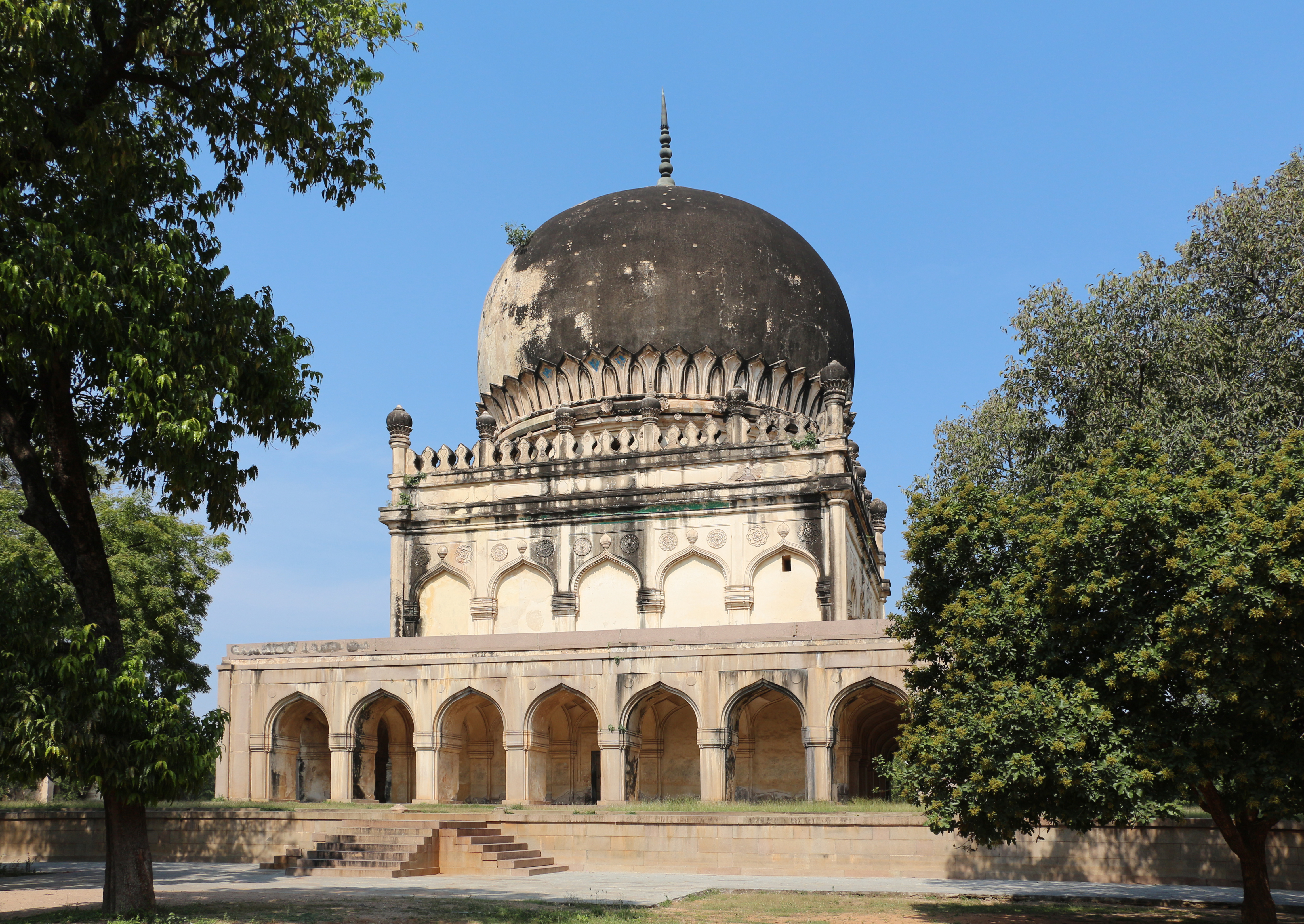
قبر الحاكم السادس محمد قطب شاه بحيدر اباد

كان مؤسس سلطان قلي قطب الملك، من نسل قره يوسف قد هاجر إلى دلهي مع عمه اللا قلي وبعض أقاربه وأصدقائه في بداية القرن السادس عشر، من مقاطعة همدان وهاجر جنوباً فيما بعد إلى هضبة الدكن وخدم السلطان البهماني محمود شاه بهماني الثاني. وبعد تفكك المملكة البهمانية إلى سلطنات الدكن الخمس، ثم استطاع السيطرة على غولكوندا، وبعد فترة وجيزة أعلن الاستقلال عن السلطنة البهمنية.
أخذ لقب قطب شاه مؤسساً سلالة قطب شاه في غولكوندا. اغتيل لاحقًا عام 1543 على يد ابنه جمشيد الذي تولى السلطنة من بعده ثم اصيب بمرض السرطان وتوفي عام 1550، حكم ابن جمشيد الصغير لمدة عام وفي ذلك الوقت قام النبلاء بإعادة إبراهيم قلي ونصبوه حاكماً على السلطنة.

### زيادة الهيمنة
كان سلطان قولي قطب شاه معاصرًا كريشنادفاريا حاكم إمبراطورية فيجاياناغارا. وسع السلطان قلي حكمه من خلال السيطرة على الحصون في ورنجل، وكوندابالي وإيلورو ، وراجاماهوندري ، بينما كان كريشنادفارايا يقاتل حاكم أوديشا.
كما إستطاع هزيمة شيتاب خان حاكم خامام واستولى على الحصن. وأجبر حاكم جيبور فيشواناث ديف جاجاباتي على تسليم جميع الأراضي الواقعة بين أفواه نهري كريشنا وجودافاري. وإستطاع الاستيلاء علىماتشيليباتنام ليمتد حكمه إلى ولاية أندرا الساحلية.

## الإقتصاد
اشتهرت سلطنة غولكوندا بالثراء؛ في حين أن من مصدر دخلها كان ضريبة الأرض، فقد استفادت السلطنة بشكل كبير من سيطرتها لإنتاج الماس من المناجم في المناطق الجنوبية من المملكة. إذ هيمنت السلطنة أيضًا على دلتا كريشنا وجودافاري، مما أتاح الوصول إلى الإنتاج الحرفي في قرى المنطقة، حيث تم إنتاج عدة سلع مثل المنسوجات. كانت بلدة ماسوليباتنام بمثابة الميناء البحري الرئيسي لغولكوندا سلطنة لتصدير الماس والمنسوجات. بلغت المملكة ذروة ازدهارها المالي في عشرينيات وثلاثينيات القرن السادس عشر.

## الدين
كان السلاطين في مملكة غولكوندا على المذهب الشيعي الإسلامي، رغم ذلك كان وجود المذهب السني بين الرعايا والهندوسية أيضا.

## السلاطين
حكم السلالة ثمانية سلاطين :
1. سلطان قلي قطب شاه (1518-1543)
2. جمشيد قلي قطب شاه (1543-1550)
3. سبحان قلي قطب شاه (1550)
4. إبراهيم قلي قطب شاه (1550-1580)
5. محمد قلي قطب شاه (1580-1612)
6. السلطان محمد قطب شاه (1612-1626)
7. عبد الله قطب شاه (1626-1672)
8. أبو الحسن قطب شاه (1672-1689)

## مقابر السلاطين

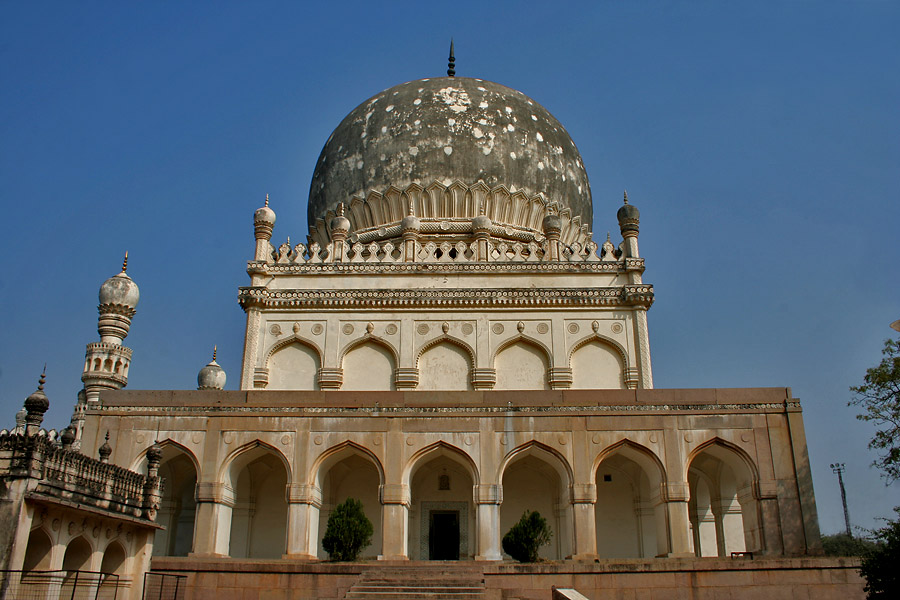
قبر محمد قطب شاه في حيدر أباد، الهند.

قبور السلاطين قطب شاهي تقع على مسافة واحد كيلو متر تقريبا على شمال جدار غولكوندا الخارجي. وتتكون هذه الهياكل من الحجارة المنحوتة بشكل جميل، وتحيط بها الحدائق. وهي مفتوحة للجمهور ويتم استقبال العديد من الزوار.